# This Is Chris
| Recensione | Giudizio |
| ---------- | -------- |
| AllMusic   |          |

This Is Chris è il terzo album della cantante jazz statunitense Chris Connor, pubblicato dalla Bethlehem Records nell'agosto del 1955.

## Tracce

### LP (1955, Bethlehem Records, BCP-20)
Lato A
1. Blame It on My Youth – 2:38 (testo: Edward Heyman – musica: Oscar Levant)
2. It's All Right with Me – 2:27 (Cole Porter)
3. Someone to Watch Over Me – 3:10 (testo: Ira Gershwin – musica: George Gershwin)
4. Trouble Is a Man – 2:52 (Alec Wilder)
5. All This and Heaven Too – 3:27 (testo: Eddie DeLange – musica: Jimmy Van Heusen)

Durata totale: 14:34
Lato B
1. The Thrill Is Gone – 2:45 (testo: Lew Brown – musica: Ray Henderson)
2. I Concentrate on You – 3:29 (Cole Porter)
3. All Dressed Up with a Broken Heart – 1:50 (Fred Patrick, Claude Reese, Jack Val)
4. From This Moment On – 2:29 (Cole Porter)
5. Ridin' High – 4:13 (Cole Porter)

Durata totale: 14:46
- Durata brani (non accreditati sull'album originale) ricavati dalla raccolta (4 CD) su CD pubblicato dalla Real Gone Jazz (RGJCD483) nel 2014

## Musicisti
- Chris Connor – voce solista

### Gruppo
The Ralph Sharon Group
- Ralph Sharon – pianoforte
- Joe Puma – chitarra
- J.J. Johnson – trombone (A3, B1, B2 e B4)
- Kai Winding – trombone (A3, B1, B2 e B4)
- Herbie Mann – flauto, sassofono tenore
- Milt Hinton – contrabbasso
- Osie Johnson – batteria

### Produzione
- Creed Taylor – produzione
- Registrazioni effettuate nell'aprile (primi giorni del mese) del 1955 a New York City, New York[3]
- Tom Dowd – ingegnere delle registrazioni
- Burt Goldblatt – foto e design copertina album originale
- Shirley Hoskins Collins – note retrocopertina album originale[4]